# هم‌شیب

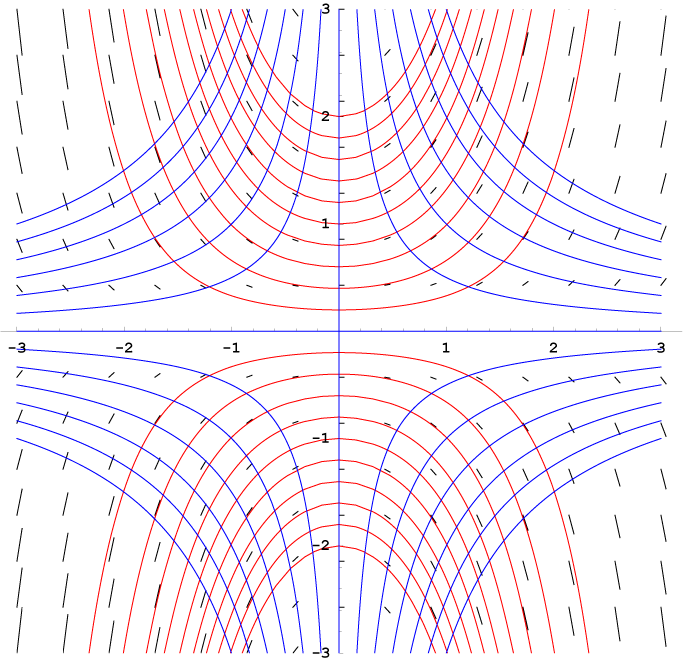
شکل ۱: هم‌شیب‌ها (آبی)، میدان شیب (سیاه) و برخی از منحنی‌های جواب (قرمز) y = xy

با فرض اینکه یک خانواده‌ای از منحنی‌ها دیفرانسیل‌پذیر باشند، هم‌شیب،، هم‌میل یا ایزوکلاین (به انگلیسی: isocline) برای این خانواده، مجموعه‌ای از نقاطی است که در آن‌ها یکی از اعضای این خانواده، شیب معینی پیدا می‌کند. واژهٔ ایزوکلاین از واژه‌های یونانی ἴσος (ایسوس) به‌معنای «همسان» و κλίνειν (کلِنین) به‌معنای «شیب‌دار کردن» گرفته شده است. به‌طور کلی، یک هم‌شیب خود شکلی خم‌مانند یا ترکیبی از تعداد اندکی منحنی خواهد داشت.
هم‌شیب‌ها اغلب به‌عنوان روشی ترسیمی برای حل معادلات دیفرانسیل معمولی به‌کار می‌روند. در معادله‌ای به‌صورت \(y' = f(x, y) \)‎، هم‌شیب‌ها خطوطی در صفحهٔ (x, y) هستند که از برابر قرار دادن \(f(x, y) \) با یک مقدار ثابت به‌دست می‌آیند. این کار مجموعه‌ای از خطوط (برای مقادیر ثابت گوناگون) پدیدمی‌آورد که بر روی آن‌ها خم‌های پاسخ، شیب یکسانی دارند. با محاسبهٔ این شیب‌ها برای هر هم‌شیب، می‌توان میدان شیب را به‌صورت دیداری نمایش داد که این امر ترسیم خم‌های تقریبی پاسخ را نسبتاً آسان می‌سازد؛ چنان‌که در شکل ۱ دیده می‌شود.

## کاربردهای دیگر
در پویایی‌شناختی جمعیت، اصطلاح «هم‌شیب رشد صفر» به مجموعه‌ای از اندازه‌های جمعیت گفته می‌شود که در آن نرخ تغییرات برای یکی از دو جمعیت در تعامل، صفر است. با این حال، کاربرد این اصطلاح نادر است و واژهٔ رایج‌تر برای این مفهوم صفرشیب یا «نول‌کلاین» (nullcline) است.